# 해운대고속
해운대고속(海雲臺高速)은 대한민국의 시외버스 운송 업체이다. 본사는 부산광역시 해운대구 해운대로 641 (우동) 해운대터미널에 위치하고 있다.
이 회사의 전신은 과거 해운대시외버스터미널을 허브로 삼고 있었던 가야강남고속에 있었다. 동부여객으로 시작된 이 회사는 동부강남고속, 가야강남고속, 오렌지버스 등으로 사명 변경을 거듭하다가 현재에 이르게 되었다.
차적은 경상남도 창원시의 면허를 이용 중이다.

## 차고지
- 부산광역시 해운대구 해운대로 641 (우동) (부산본사 : 전노선 시종착)
- 부산광역시 해운대구 송정동 110-1

## 운행 노선
2015년 12월 기준이다.
| 운행업체   | 보유 노선수 | 보유 노선수 | 보유 노선수 | 보유 노선수 | 면허 대수 | 면허 대수 | 면허 대수 | 면허 대수 | 면허 대수 | 면허 대수 |
| ---------- | ----------- | ----------- | ----------- | ----------- | --------- | --------- | --------- | --------- | --------- | --------- |
| 운행업체   | 노선 합계   | 직행        | 일반        | 고속        | 대수 합계 | 직행      | 일반      | 고속      | 우등      | 예비      |
| 해운대고속 | 16          | 13          | 3           | -           | 79        | 66        | 2         | -         | -         | 11        |

해운대 출발 노선
- 해운대 - 장산역 (10번 출구) - (부산울산고속도로) - 공업탑 - 울산 (현대자동차, 남목삼거리, 현대중공업, 동울산우체국
- 해운대 - 신도시시장 - 송정 (남광정비 앞) - 기장 - 일광 - 좌천 - 남창 - 망양 - 덕하 - 공업탑 - 울산
- 해운대 - 운촌, 수비삼거리, 벡스코, 재송동 하이마트, 해운대경찰서, 삼익아파트, 동래역, (남해고속도로), 김해소방서, 김해시청 - 김해 (경원여객과 공동 운행)
- 해운대 - 운촌, 수비삼거리, 벡스코, 재송동 하이마트, 해운대경찰서, 삼익아파트, 동래역, (남해고속도로) - 장유 (장유 무계 농협 앞)
- 해운대 - 양산 - 신평 (통도사) - 언양시외버스터미널
- 해운대 - (번영로, 경부고속도로, 대구부산고속도로) - 동대구 (1일 4회 구미 연장운행)
- 해운대 - 장산역 (10번 출구) - (부산울산고속도로) - 동해고속도로 - 포항시외버스터미널 (아성고속, 천마고속, 금아여행과 공동 운행)
- 해운대 - 장산역 (10번 출구) - (부산울산고속도로) - 동해고속도로 - 경부고속도로 - 경주 (아성고속, 금아여행과 공동 운행)
- 해운대 - 양산 - 청주
- 해운대 - 동래 - 순천 - 여수 (금호고속과 공동 운행)

부산서부(사상) 출발 노선
- 부산서부 - 창원 - 마산 (천일여객, 고려여객, 신흥여객과 공동 운행)

창원 출발 노선
- 창원 - 마산 - 대전 (이 노선은 2025년 3월 1일 중부고속에서 양도받았다.)

## 같이 보기
- 거제현대고속
- 태영고속